# كارل برتش
كارل برتش (بالألمانية: Karl Bertsch)‏ (و. 1878 – 1965 م) هو عالم نبات ألماني، توفي في رافنسبورغ، عن عمر يناهز 87 عاماً.